# Finkenbuschkopf
Der Finkenbuschkopf ist ein 541 m ü. NHN hoher Berg im Odenwald im Landkreis Miltenberg in Bayern.
Der Finkenbuschkopf liegt in der Gemarkung Watterbach der Gemeinde Kirchzell, zwei Kilometer südlich von Breitenbuch. Der vollständig bewaldete Berg befindet sich ungefähr 2,2 Kilometer nördlich des Kolli (548 m ü. NN), des höchsten bayerischen Odenwaldgipfels.
Der Finkenbuschkopf springt vom Gipfelplateau des Geierskopfs (529 m) knapp 450 m weit nach Nordosten vor in Richtung auf das hier 225 m tief eingeschnittene Kerbtal des Dörnbachs, weshalb die sanft gewölbte Kuppe auf drei Seiten unvermittelt steil abfällt. Dem Finkenbuschkopf liegt jenseits des Dörnbachtals der Gickelsberg (470 m) gegenüber, der den östlichen Talhang überragt. Nach Westen und Nordwesten in Richtung Würzberg senkt sich die Kammlinie bis zum verbindenden Sattel um etwa 48 Höhenmeter.